# 宇佐美洵
宇佐美 洵（うさみ まこと、1901年〈明治34年〉2月5日 - 1983年〈昭和58年〉2月19日）は、日本の財界人。慶大から三菱銀行に入社し、同行頭取、全国銀行協会会長を経て、第21代日本銀行総裁。

## 家族・親族
母よしの実兄は三井財閥の大番頭、日銀総裁や大蔵大臣を歴任した池田成彬で、母の義弟（母の妹の夫）は三菱銀行元頭取の加藤武男である。弟の宇佐美毅は元宮内庁長官。
妻・寿恵は元日本製粉社長中村藤一の三女。
従妹の敏（池田成彬の長女）は三菱財閥の創業者・岩崎弥太郎の孫にあたる元三菱製紙会長・岩崎隆弥に嫁いでおり、三菱ふそうトラック・バスの前会長・宇佐美隆は洵及び毅の甥にあたる。
宇佐美家は三菱財閥の創業者一族・岩崎家や三菱と縁の深い加藤家と姻戚関係にある。

## 来歴・人物
1901年（明治34年）2月5日、東京市芝三田小山町に生まれる。市谷小学校に入学して1年後、父宇佐美勝夫が富山県知事になったため一家は富山に越し、2年間だけ過ごした。小学校5年の春、父の韓国統監府勤務により京城に移った。
京城中学校を経て（1924年）に慶應義塾大学経済学部を卒業。当時三井銀行の常務をしていた池田成彬伯父より三菱銀行を勧められ、三菱銀行の常務をしていた加藤武男叔父に快諾されて入行した。
1928年（昭和3年）上海支店、1932年（昭和7年）ニューヨーク支店勤務。1954年（昭和29年）常務取締役、1959年（昭和34年）副頭取、1961年（昭和36年）11月に頭取となる。また、全国銀行協会会長としても業界を代表して活躍した。佐橋滋をはじめとする通商産業省が制定を目指した特定産業振興臨時措置法案をめぐり、通産省と対立し同法案を流産させたがこれにより一段と宇佐美の声望は高まった。
1964年（昭和39年）池田勇人首相は病気のため退陣するが、後継首相となった佐藤栄作に次期日銀総裁を宇佐美にするように申し送った。佐藤は田中角栄大蔵大臣を通して、宇佐美に日銀総裁に就任するように要請し、宇佐美は受諾した。こうして“日銀のプリンス”と称された佐々木直を押し退けた形で、戦後初めての民間銀行出身の総裁が誕生するが、昭和40年不況の折り、取り分け証券業界の落ち込みは激しく、公定歩合を3度にわたって引き下げるなど金融政策の舵取りを取った。
日銀総裁に就任した宇佐美は、民間出身として日銀に新風を吹き込み「法王庁」とまで呼ばれた日銀を開かれた物にしようと努力した。とりわけ金融界、産業界とのパイプ役として評価を高めた。また、インフレ対策にも忙殺された。1969年（昭和44年）任期満了にともない退任。その後金融制度調査会長などを務めた。
将棋界にも貢献し、日本将棋連盟からアマチュア五段が贈られた。
1971年（昭和46年）叙勲一等授瑞宝章。
1983年（昭和58年）2月19日死去。82歳没。叙従三位、賜銀杯一組。